# Dirty Diamonds
Dirty Diamonds —en español: Diamantes sucios— es el 24º álbum de estudio del cantante estadounidense Alice Cooper, publicado el 4 de julio de 2005.
El disco alcanzó el puesto N.º 17 del Billboard's "Top Independent Albums", y el puesto N.º 169 del Billboard 200.

## Lista de canciones
1. "Woman of Mass Distraction" (Cooper, Damon Johnson, Ryan Roxie, Chuck Garric, Rick Boston) - 3:59
2. "Perfect" (Cooper, Johnson, Roxie) – 3:30
3. "You Make Me Wanna" (Cooper, Roxie, Garric, Boston) – 3:30
4. "Dirty Diamonds" (Cooper, Johnson, Garric, Boston) – 4:02
5. "The Saga of Jesse Jane" (Cooper, Roxie) – 4:15
6. "Sunset Babies (All Got Rabies)" (Cooper, Johnson, Roxie) – 3:28
7. "Pretty Ballerina" (Michael Brown) – 3:01
8. "Run Down the Devil" (Cooper, Mark Hudson, Mike Elizondo, Benji Hughes) – 3:29
9. "Steal That Car" (Cooper, Johnson, Roxie, Garric) – 3:16
10. "Six Hours" (Cooper, Roxie) – 3:24
11. "Your Own Worst Enemy" (Cooper, Roxie) – 2:15
12. "Zombie Dance" (Cooper, Roxie, Boston) – 4:27
13. "Stand" (Bonus Track on all releases) (Cooper, Boston, Bridget Benenate, Xzibit) – 4:04
14. "The Sharpest Pain" (Australia/Russia Bonus Track) - 3:59

## Créditos
- Alice Cooper - Voz
- Ryan Roxie - Guitarra
- Damon Johnson - Guitarra
- Chuck Garric - Bajo
- Tommy Clufetos - Batería
- Xzibit - Rap en "Stand"